# Johannes Scheuchzer
Johannes Scheuchzer, född den 20 mars 1684 i Zürich, död där den 8 mars 1738, var en schweizisk naturforskare. Han var bror till Johann Jacob Scheuchzer och farbror till Johann Caspar Scheuchzer. Auktorsnamnet J.Scheuchzer kan användas för Johannes Scheuchzer i samband med ett vetenskapligt namn inom botaniken; se Wikipediaartiklar som länkar till auktorsnamnet.
Scheuchzer efterträdde brodern som professor och blev grundläggaren av gräsens och halvgräsens systematik genom arbetena Agrostographim helveticæ prodromus (1708) och Agrostographia, sive Graminum, Juncorum, Cyperorum, Cyperoidum, iisque affinium historia (1719; åter utgiven av Albrecht von Haller 1775).